# Coppa d'Egitto
La Coppa d'Egitto è una competizione calcistica organizzata dalla Federazione calcistica dell'Egitto (EFA). Fu istituita nel 1921.
La squadra più titolata nella competizione è l'Al-Ahly, vincitrice di 39 edizioni della manifestazione.

## Albo d'oro
| Stagione | Campione                                                       | Risultato                                                      | Finalista                                                      |
| -------- | -------------------------------------------------------------- | -------------------------------------------------------------- | -------------------------------------------------------------- |
| 1921-22  | Zamalek                                                        | 5-0                                                            | Al-Ittihad Alessandria                                         |
| 1922-23  | Tersana SC                                                     | 1-0                                                            | Al-Sekka Al-Hadid                                              |
| 1923-24  | Al-Ahly                                                        | 0-0, 4-1                                                       | Al-Sekka Al-Hadid                                              |
| 1924-25  | Al-Ahly                                                        | 1-1, 3-0                                                       | Al-Ittihad Alessandria                                         |
| 1925-26  | Al-Ittihad Alessandria                                         | 2-2, 3-2                                                       | Al-Ahly                                                        |
| 1926-27  | Al-Ahly                                                        | 5-0                                                            | Al-Masry                                                       |
| 1927-28  | Al-Ahly                                                        | 1-0                                                            | Zamalek                                                        |
| 1928-29  | Tersana SC                                                     | 2-2, 1-0                                                       | Al-Ittihad Alessandria                                         |
| 1929-30  | Al-Ahly                                                        | 2-0                                                            | Al-Ittihad Alessandria                                         |
| 1930-31  | Al-Ahly                                                        | 4-1                                                            | Zamalek                                                        |
| 1931-32  | Zamalek                                                        | 2-1                                                            | Al-Ahly                                                        |
| 1932-33  | El-Olympi                                                      | 3-1                                                            | Al-Ahly                                                        |
| 1933-34  | El-Olympi                                                      | 1-0                                                            | Zamalek                                                        |
| 1934-35  | Zamalek                                                        | 3-0                                                            | Al-Ahly                                                        |
| 1935-36  | Al-Ittihad Alessandria                                         | 3-1                                                            | Al-Sekka Al-Hadid                                              |
| 1936-37  | Al-Ahly                                                        | 3-2                                                            | Al-Sekka Al-Hadid                                              |
| 1937-38  | Zamalek                                                        | 1-1, 1-0                                                       | Al-Ahly                                                        |
| 1938-39  | Al Teram                                                       | 1-1, 2-0                                                       | Police                                                         |
| 1939-40  | Al-Ahly                                                        | 3-1                                                            | Al Teram                                                       |
| 1940-41  | Zamalek                                                        | 5-0                                                            | Police                                                         |
| 1941-42  | Al-Ahly                                                        | 3-0                                                            | Zamalek                                                        |
| 1942-43  | Al-Ahly e Zamalek                                              | Al-Ahly e Zamalek                                              | Al-Ahly e Zamalek                                              |
| 1943-44  | Zamalek                                                        | 6-0                                                            | Al-Ahly]                                                       |
| 1944-45  | Al-Ahly                                                        | 3-2                                                            | Al-Masry                                                       |
| 1945-46  | Al-Ahly                                                        | 3-0                                                            | Al-Sekka Al-Hadid                                              |
| 1946-47  | Al-Ahly                                                        | 2-1                                                            | Al-Masry                                                       |
| 1947-48  | Al-Ittihad Alessandria                                         | 2-1                                                            | Zamalek                                                        |
| 1948-49  | Al-Ahly                                                        | 3-1                                                            | Zamalek                                                        |
| 1949-50  | Al-Ahly                                                        | 6-0                                                            | Tersana SC                                                     |
| 1950-51  | Al-Ahly                                                        | 1-0                                                            | Al-Sekka Al-Hadid                                              |
| 1951-52  | Zamalek                                                        | 2-0                                                            | Al-Ahly                                                        |
| 1952-53  | Al-Ahly                                                        | 4-1                                                            | Zamalek                                                        |
| 1953-54  | Tersana SC                                                     | 4-1                                                            | Al-Masry                                                       |
| 1954-55  | Zamalek                                                        | 2-1                                                            | Al-Ittihad Alessandria                                         |
| 1955-56  | Al-Ahly                                                        | 1-0                                                            | Tersana SC                                                     |
| 1956-57  | Zamalek                                                        | 3-0                                                            | Al-Masry                                                       |
| 1957-58  | Al-Ahly e Zamalek                                              | 0-0, 2-2                                                       |                                                                |
| 1958-59  | Zamalek                                                        | 2-1                                                            | Al-Ahly                                                        |
| 1959-60  | Zamalek                                                        | 3-2                                                            | El-Olympi                                                      |
| 1960-61  | Al-Ahly                                                        | 5-0                                                            | Al Qanah                                                       |
| 1961-62  | Zamalek                                                        | 5-1                                                            | Al-Ittihad Alessandria                                         |
| 1962-63  | Al-Ittihad Alessandria                                         | 3-2                                                            | Zamalek                                                        |
| 1963-64  | Al Quanah                                                      | 2-0                                                            | Al-Sekka Al-Hadid                                              |
| 1964-65  | Tersana SC                                                     | 4-1                                                            | Suez Al Riyadi                                                 |
| 1965-66  | Al-Ahly                                                        | 1-0                                                            | Tersana SC                                                     |
| 1966-67  | Tersana SC                                                     | 1-0                                                            | El-Olympi                                                      |
| 1967-72  | Coppa non disputata, Guerra dei Sei Giorni e Guerra di Attrito | Coppa non disputata, Guerra dei Sei Giorni e Guerra di Attrito | Coppa non disputata, Guerra dei Sei Giorni e Guerra di Attrito |
| 1972-73  | Al-Ittihad Alessandria                                         | 2-1                                                            | Al-Ahly                                                        |
| 1973-74  | Coppa non disputata                                            | Coppa non disputata                                            | Coppa non disputata                                            |
| 1974-75  | Zamalek                                                        | 1-0                                                            | Ghazl El-Mehalla                                               |
| 1975-76  | Al-Ittihad Alessandria                                         | 1-0                                                            | Al-Ahly                                                        |
| 1976-77  | Zamalek                                                        | 3-1                                                            | Ismaily SC                                                     |
| 1977-78  | Al-Ahly                                                        | 4-2                                                            | Zamalek                                                        |
| 1978-79  | Zamalek                                                        | 3-0                                                            | Ghazl El-Mehalla                                               |
| 1979-80  | Coppa non disputata                                            | Coppa non disputata                                            | Coppa non disputata                                            |
| 1980-81  | Al-Ahly                                                        | 1-1 (4-2 dtr)                                                  | Al-Mokawloon Al-Arab                                           |
| 1981-82  | Coppa non disputata                                            | Coppa non disputata                                            | Coppa non disputata                                            |
| 1982-83  | Al-Ahly                                                        | 1-0                                                            | Al-Masry                                                       |
| 1983-84  | Al-Ahly                                                        | 3-1                                                            | Al-Masry                                                       |
| 1984-85  | Al-Ahly                                                        | 1-0                                                            | Ismaily SC                                                     |
| 1985-86  | Tersana SC                                                     | 3-2                                                            | Ghazl El-Mehalla                                               |
| 1986-87  | Coppa non disputata                                            | Coppa non disputata                                            | Coppa non disputata                                            |
| 1987-88  | Zamalek                                                        | 1-0                                                            | Al-Ittihad Alessandria                                         |
| 1988-89  | Al-Ahly                                                        | 3-0                                                            | Al-Masry                                                       |
| 1989-90  | Al-Mokawloon Al-Arab                                           | 2-1                                                            | Suez Montakhab                                                 |
| 1990-91  | Al-Ahly                                                        | 1-0                                                            | Aswan                                                          |
| 1991-92  | Al-Ahly                                                        | 2-1                                                            | Zamalek                                                        |
| 1992-93  | Al-Ahly                                                        | 3-2                                                            | Ghazl El-Mehalla                                               |
| 1993-94  | Coppa non disputata                                            | Coppa non disputata                                            | Coppa non disputata                                            |
| 1994-95  | Al-Mokawloon Al-Arab                                           | 2-0                                                            | Ghazl El-Mehalla                                               |
| 1995-96  | Al-Ahly                                                        | 3-1                                                            | El Mansoura                                                    |
| 1996-97  | Ismaily SC                                                     | 1-0                                                            | Al-Ahly                                                        |
| 1997-98  | Al-Masry                                                       | 4-3                                                            | Al-Mokawloon Al-Arab                                           |
| 1998-99  | Zamalek                                                        | 3-1                                                            | Ismaily SC                                                     |
| 1999-00  | Ismaily SC                                                     | 4-0                                                            | Al-Mokawloon Al-Arab                                           |
| 2000-01  | Al-Ahly                                                        | 2-0                                                            | Ghazl El-Mehalla                                               |
| 2001-02  | Zamalek                                                        | 1-0                                                            | Baladiyyat El Mahallah                                         |
| 2002-03  | Al-Ahly                                                        | 1-1 (4-3 dtr)                                                  | Ismaily SC                                                     |
| 2003-04  | Al-Mokawloon Al-Arab                                           | 2-1                                                            | Al-Ahly                                                        |
| 2004-05  | ENPPI Club                                                     | 1-0                                                            | Al-Ittihad Alessandria                                         |
| 2005-06  | Al-Ahly                                                        | 3-0                                                            | Zamalek                                                        |
| 2006-07  | Al-Ahly                                                        | 4-3                                                            | Zamalek                                                        |
| 2007-08  | Zamalek                                                        | 2-1                                                            | ENPPI Club                                                     |
| 2008-09  | Haras El-Hodood                                                | 1-1 (4-1 dtr)                                                  | ENPPI Club                                                     |
| 2009-10  | Haras El-Hodood                                                | 1-1 (5-4 dtr)                                                  | Al-Ahly                                                        |
| 2010-11  | ENPPI Club                                                     | 2-1                                                            | Zamalek                                                        |
| 2011-12  | Coppa annullata                                                | Coppa annullata                                                | Coppa annullata                                                |
| 2012-13  | Zamalek                                                        | 3-0                                                            | Wadi Degla                                                     |
| 2013-14  | Zamalek                                                        | 1-0                                                            | Smouha                                                         |
| 2014-15  | Zamalek                                                        | 2-0                                                            | Al-Ahly                                                        |
| 2015-16  | Zamalek                                                        | 3-1                                                            | Al-Ahly                                                        |
| 2016-17  | Al-Ahly                                                        | 1-1 2-1 (dts)                                                  | Al-Masry                                                       |
| 2017-18  | Zamalek                                                        | 1-1 (5-4 dtr)                                                  | Smouha                                                         |
| 2018-19  | Zamalek                                                        | 3-0                                                            | Pyramids                                                       |
| 2019-20  | Al-Ahly                                                        | 1-1 (3-2 dtr)                                                  | El Gaish                                                       |
| 2020-21  | Zamalek                                                        | 2-1                                                            | Al-Ahly                                                        |
| 2021-22  | Al-Ahly                                                        | 2-1                                                            | Pyramids                                                       |
| 2022-23  | Al-Ahly                                                        | 2-0                                                            | Zamalek                                                        |
| 2023-24  | Pyramids                                                       | 1-0                                                            | ZED                                                            |
| 2024-25  | Zamalek                                                        | 1-1 (8-7 dtr)                                                  | Pyramids                                                       |

## Vittorie per squadra
| Club                   | Vittorie | Finali perse | Stagioni vittorie |
| ---------------------- | -------- | ------------ | --- |
| Al-Ahly                | 39       | 16           | 1924, 1925, 1927, 1928, 1930, 1931, 1937, 1940, 1942, 1943, 1945, 1946, 1947, 1949, 1950, 1951, 1953, 1956, 1958, 1961, 1966, 1978, 1981, 1983, 1984, 1985, 1989, 1991, 1992, 1993, 1996, 2001, 2003, 2006, 2007, 2017, 2020, 2022, 2023 |
| Zamalek                | 29       | 14           | 1922, 1932, 1935, 1938, 1941, 1943, 1944, 1952, 1955, 1957, 1958, 1959, 1960, 1962, 1975, 1977, 1979, 1988, 1999, 2002, 2008, 2013, 2014, 2015, 2016, 2018, 2019, 2021, 2025                                                             |
| Al-Ittihad Alessandria | 6        | 8            | 1926, 1936, 1948, 1963, 1973, 1976 |
| Tersana                | 6        | 4            | 1923, 1929, 1954, 1965, 1967, 1986 |
| Al-Mokawloon           | 3        | 3            | 1990, 1995, 2004 |
| Ismaily                | 2        | 4            | 1997, 2000 |
| El-Olympi              | 2        | 2            | 1933, 1934 |
| ENPPI                  | 2        | 2            | 2005, 2011 |
| Haras El-Hodood        | 2        | -            | 2009, 2010 |
| Al-Masry               | 1        | 9            | 1998 |
| Pyramids               | 1        | 3            | 2024 |
| Al Teram               | 1        | 1            | 1939 |
| El Qanah               | 1        | 1            | 1964 |
| Al-Sekka Al-Hadid      | -        | 7            | |
| Ghazl El-Mehalla       | -        | 6            | |
| Police                 | -        | 2            | |
| Suez                   | -        | 2            | |
| Aswan                  | -        | 1            | |
| Baladeyet El-Mahalla   | -        | 1            | |
| El Gaish               | -        | 1            | |
| El Mansoura            | -        | 1            | |
| Smouha                 | -        | 1            | |
| Wadi Degla             | -        | 1            | |
| ZED                    | -        | 1            | |